# محیط قمی
محیط قمی یکی از استادان شعر و ادب در عهد قاجاریه، میرزا محمد محیط بوده‌است. پدرش، که از علما ودانشمندان زمان خود بشمار می‌رفت بر حسب تقاضای دوستعلی خان معیر الممالک وزیر خزانه ناصر الدین شاه از شهر قم به تهران خوانده شد و به تربیت دوست محمد خان فرزند معیر الممالک، (که بعدها داماد ناصر الدین شاه شد) اشتغال یافت.
محیط نیز که از جوانی، طبعی روان و قریحه‌ای تابناک داشت در دستگاه معیر، به خدمت پرداخت و سرگرم سخن سرائی شد، و سال‌ها بعد آموزگاری دوستعلی خان ثانی اعتصام السلطنه به عهده او واگذار گردید.
محیط تا پایان عمر در دستگاه معیر الممالک به سر برد و از پرتو عنایات واحسان معیر و فرزند او، که هر دو از رجال ادب پرور و کریم النفس بودند، قرین راحت و آسایش بود.
در موقع جلوس مظفرالدین شاه به امر صدر اعظم سجع مهری، جهت پادشاه به نظم در آورد، که مقبول طبع واقع شد و انعامی سزاوار دریافت کرد و به لقب شمس الفصحاء سر افراز گردید.
محیط در ماه صفر ۱۳۱۷ قمری جهان فانی را بدرود گفت و دیوان وی به دستور معیر الممالک تدوین و به طبع رسید. این دیوان اولین بار در سال ۱۳۶۲ به تصحیح احمد کرمی در تهران منتشر شد.

## منبع
- گلهای جاویدان حبیب‌الله نصیری فر